# RTVE Canarias
RTVE Canarias es un centro de producción de RTVE situado en Canarias (España). El grupo se encarga de la programación local emitida en desconexión a través de La 1 y La 2, y de la cobertura informativa en las islas Canarias. El centro fue inaugurado en 1964 y funcionó de forma autónoma hasta 1971.
Actualmente, RTVE Canarias cuenta con dos centros de producción en Las Palmas de Gran Canaria y Santa Cruz de Tenerife, así como redacciones y una red de colaboradores en las cinco islas restantes. Entre sus programas más conocidos destacan los informativos autonómicos (Telecanarias) y espacios folclóricos como Tenderete. La sede central y dirección de RTVE en Canarias se encuentra en Las Palmas de Gran Canaria.

## Historia
Canarias fue la última región de España donde llegó la señal de televisión. A comienzos de los años 1960 comenzó la instalación del centro territorial en Casa del Marino (Las Palmas de Gran Canaria) y más tarde se desarrollaron repetidores y otros centros en el resto de las islas. Finalmente, a las 19:00 del 21 de febrero de 1964 comenzaron las emisiones de TVE en Canarias. Se da la circunstancia de que TVE comenzó a emitir allí el mismo año que Radio Nacional de España.
Desde 1964 hasta 1971, RTVE Canarias funcionó de forma autónoma a las emisiones en la península ibérica y Baleares. Debido a la distancia y dificultades para el transporte, los programas nacionales llegaban con un día de retraso. Además, en Canarias no pudo sintonizarse el segundo canal UHF (actual La 2) hasta 1982. Esto obligó al centro de producción canario a desarrollar una programación propia, vinculada a la actualidad de Canarias, con informativos regionales (Telecanarias), emisiones folclóricas, deportes y entretenimiento local.
En 1971, Canarias pudo recibir la programación de forma simultánea al resto de España gracias al lanzamiento del satélite Intelsat IV. También se mejoraron las conexiones entre islas, se introdujo la televisión en color en 1976 y se desarrollaron nuevos centros de producción como el de Tenerife, inaugurado en 1982. Ese mismo año, Canarias pudo sintonizar las emisiones de la segunda cadena, con motivo de la Copa Mundial de Fútbol, celebrada en España.
La llegada de La 2 provocó que muchos espacios canarios pasaran al segundo canal. Sin embargo, la programación de TVE en Canarias mantuvo notables diferencias respecto a la del resto del país. El canal cubrió para toda España eventos como la Marcha Verde en el Sáhara, el accidente de Los Rodeos y todas las noticias relacionadas con la comunidad autónoma.
A comienzos de 2006 se especuló con el cierre de los centros territoriales de TVE y RNE en Canarias. Finalmente, la corporación los mantuvo pero redujo la plantilla y las franjas de emisión de programación regional. 
Todos los programas del circuito regional pueden verse en el resto de España a través del sitio web de RTVE.